# SETI (Album)
SETI (auch S.E.T.I.) ist das vierte und bislang letzte Studioalbum der norwegischen Metal-Band The Kovenant. Es erschien im Jahr 2003 bei Nuclear Blast. Der Titel steht für Search for Extraterrestrial Intelligence.

## Entstehung und Veröffentlichung
Nach Animatronic ging die Band mit Audun „Angel“ Stengel von Apoptygma Berzerk als Live-Gitarrist im Frühjahr 2000 auf USA-Tournee, im Sommer und Herbst des Jahres tourten The Kovenant in Europa. Bevor Lex Icon und Psy Coma die Arbeit an einem neuen Album aufnahmen, fertigten sie einen Remix des Debütalbums In Times Before the Light an, der 2002 über Hammerheart Records erschien. Das neue Album SETI (Arbeitstitel Cybertrash) wurde 2002 wieder in den Hagener Woodhouse Studios eingespielt. Jan Kazda und Siggi Bemm waren als Session-Bassisten, Erik Ljungren als Sounddesigner beteiligt. SETI wurde von Dan Diamond produziert, von ihm und Siggi Bemm abgemischt und von letzterem auch gemastert.

## Titelliste
1. Cybertrash – 5:57
2. Planet of the Apes – 4:04
3. Star by Star – 4:25
4. Via Negativa – 5:59
5. Stillborn Universe – 5:23
6. Acid Theater – 4:10
7. The Perfect End – 6:50
8. Neon – 5:46
9. Keepers of the Garden – 5:50
10. Pantomime – 6:23
11. Hollow Earth – 5:44
12. Industrial Twilight – 7:02
13. Subtopia – 5:30
14. The Memory Remains – 4:33 (Metallica-Cover)

## Stil
The Kovenant beschreiten auf dem Album den mit Animatronic eingeschlagenen Weg weiter und nehmen mit vielen Effekten und Samples noch mehr Electro-Elemente in ihren Stil auf, auch wenn die Industrial-Einflüsse weniger und die Schlagzeug-Rhythmen wieder abwechslungsreicher geworden sind. Lex Icon kreischt kaum noch, er singt überwiegend mit fast klarer Stimme; Eileen Küppers singt wieder opernhaft. Es finden sich melodisch-eingängige, bombastisch-theatralische, poppige und tanzbare Passagen, die meist mittleren Tempos sind. Das Album klinge „wie ein gelungener Hybrid aus Zeromancer, Marilyn Manson, Die Krupps und Samael. Sägende Riffs treffen auf pulsierende Samples und weibliche Opernstimmen und vermischen sich zu futuristischem Space Metal mit starkem Electro-Schlag.“ Auch Vergleiche zu Rammstein wurden gezogen, doch das Album „verweigert sich konsequent allzu klaren“ Kategorisierungen.

## Rezeption
Das Album erhielt gemischte bis positive Kritiken. David Gregori von metal.de hält es für „zu Midtempo-lastig und poppig“ und ein „sehr zweischneidige[s] Schwert […], das noch mehr polarisieren wird, als es die bisherigen Alben der Norweger ohnehin schon getan haben.“ Robert Müller vom Metal Hammer lobt SETI für seine „gekonnt trashige Inszenierung“ und „einige äußerst gelungene Songs“, bemängelt jedoch auch eine „gewisse experimentelle Beliebigkeit“. Captain Chaos von vampster findet, dass das Album „von vorne bis hinten durchdacht“ ist und die Band „alles an Kreativität reingepackt hat, was möglich war“. Andererseits kritisiert er, „dass sich einige Songs wegen ihrer Überlänge doch auch arg in die Länge ziehen können.“ Conny Schiffbauer vom Rock Hard resümiert: „‘Seti’ überzeugt mit ausgereiften, detailverliebten Song-Arrangements, einer eigenwilligen stilistischen Soundmischung, unglaublich tanzbaren Ohrwürmern und mehr musikalischer Klasse als je zuvor.“